# Akronym
Akronym (grekiska ἄκρος, akros, ytterst, och ὄνομα, onoma, namn) eller initialförkortning är en förkortning som bildats av begynnelsebokstäverna i flera ord eller ordled. Vissa anser att termen "akronym" endast ska användas för de initialförkortningar vilka utläses som uttalbara ord istället för att uttalas bokstav för bokstav.
Exempelvis är initialförkortningen Ikea definitivt en akronym, medan CD inte är en akronym enligt den snävare definitionen.

## Beskrivning
Ett exempel på en akronym är namnet "Gais" som kommer av begynnelsebokstäver i det längre namnet "Göteborgs Atlet- & Idrottssällskap". Andra exempel är:
- Laser: Light Amplification by Stimulated Emission of Radiation ("ljusförstärkning genom stimulerad emission av strålning")
- ROM: Read-Only Memory
- RAM: Random Access Memory
- Saab: Svenska AeroplanAktieBolaget (före 1968 skrivet SAAB)
- UFO: Unidentified flying object

### Varianter
En rekursiv akronym är en komplex form av akronym, som innehåller bokstäver som är tagna från begynnelsebokstäverna i akronymen själv. Ett exempel från verksamheten för fri programvara är "GNU" som bildats av GNU's not UNIX. Ett annat exempel är sökmotorn BING som bildats av Bing is not Google (vilket dock är obekräftat av upphovsmannen Microsoft).
Apronym är en annan typ av akronym som skapats för att ge en uttalbar och beskrivande förkortning som efterliknar ett redan existerande ord, till exempel KRIS (Kriminellas Revansch i Samhället) och W.I.T.C.H. (Will, Irma, Taranee, Cornelia, Hay Lin).

## Liknande förkortningar
Vissa förkortningar innehåller mer än en av ordens begynnelsebokstäver, exempelvis Copco: Compagnie Pneumatique Commerciale, sista delen av företagsnamnet Atlas Copco. Dessa är därför inte akronymer, utan kallas i stället teleskopord.